# Les Jardins d'hiver
Les Jardins d'hiver est un roman paru en 2020 chez HC Éditions, écrit par l’écrivain français Michel Moatti. L'action est située en Argentine, essentiellement à Buenos Aires pendant la dictature militaire des généraux, mais également à Paris, quelques années plus tard.

## Résumé
Le narrateur est un jeune attaché à l'Institut français de Buenos Aires, qui, après avoir pris en stop un homme blessé sur une route isolée, reçoit ses confessions. Il s’agit de Jorge Neuman, un écrivain très populaire, devenu opposant politique, qui vient de vivre une tragédie. Sa fille, puis sa femme ont été enlevées par la police secrète.
Les années ont passé, Jorge Neuman a disparu à son tour, dans le chaos organisé par la dictature. Le jeune Français, rentré à Paris, a publié une biographie de Neuman (La dictature n'est pas un dîner de gala). Ses travaux lui ont permis d’identifier un des chefs de la répression, responsable de l’enlèvement de Jorge Neuman,le sinistre capitaine Vidal, dont il va rechercher les traces.
La biographie devient le prétexte de renouer des liens et de remonter des pistes qui peut-être, vont réécrire le passé de toute une communauté,.

## Sources et influences
Le roman s’inspire librement du destin de  Héctor Germán Oesterheld, auteur disparu en 1977. Le roman revient largement sur l’épisode des « vols de la morts », au cours desquels des centaines d’opposants, ont été embarqués et jetés vivants d’avions au-dessus du Rìo de la Plata.
Le roman Les Jardins d'hiver a été nommé pour le Prix "Noir" des Rendez-vous de l'Histoire de Blois, en 2021.